# Лебеда садовая
Лебеда́ садо́вая (лат. Ātriplex hortēnsis) — растение; вид рода Лебеда семейства Амарантовые (в течение многих лет ботаники включали его в семейство Маревые).

## Распространение и среда обитания
Лебеда садовая растёт в Азии и Европе, натурализована в Канаде, Соединённых Штатах Америки, Австралии и Новой Зеландии.

## Ботаническое описание

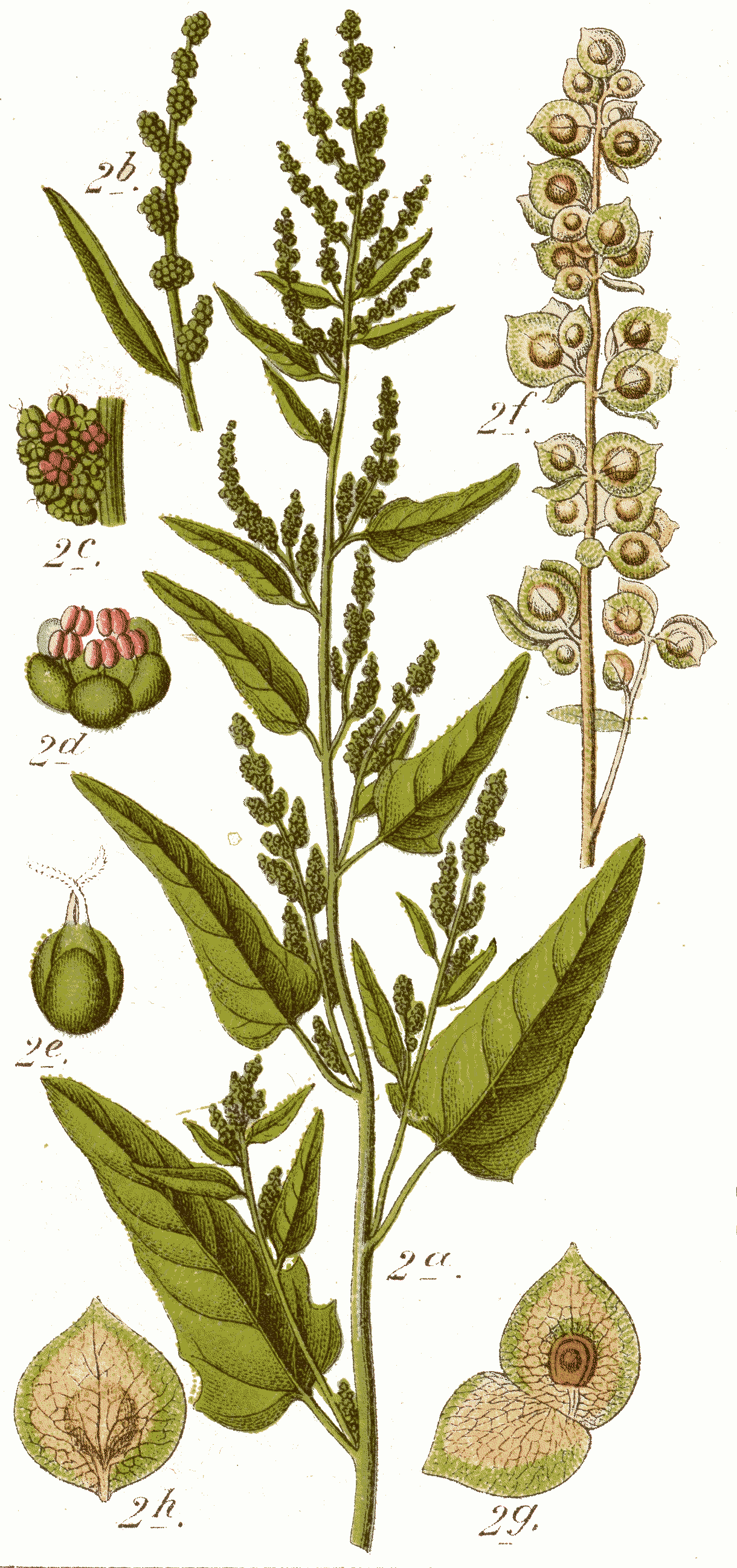

Лебеда садовая — однолетнее растение с прямостоячим ветвящимся стеблем от 0,6 до 1,8 м, в зависимости от разновидности и почвы.
Листья различные по форме, продолговатые, тонкие и слегка кислые на вкус.
Цветки маленькие, зеленоватые или красноватые, в зависимости от цвета листвы растений.
Семена маленькие, чёрные, окружённые тонкой, бледно-жёлтой мембраной. Они сохраняют свою жизнеспособность в течение трёх лет.

## Значение и применение
В листьях содержится от 70 до 205 мг % (на сырой вес) аскорбиновой кислоты. Силос из лебеды садовой относится к кормам высокой питательной ценности. В 100 кг силоса при влажности 74,8 % содержалось 1,46 кг перевариваемого белка и 17,7 кормовых единиц, что от абсолютно сухого вещества 5,82 кг и 70,8 кормовых единиц.
Для верблюда указывается как любимое растение на пастбище. На пастбищах не поедается сельскохозяйственными животными.

## Культивирование

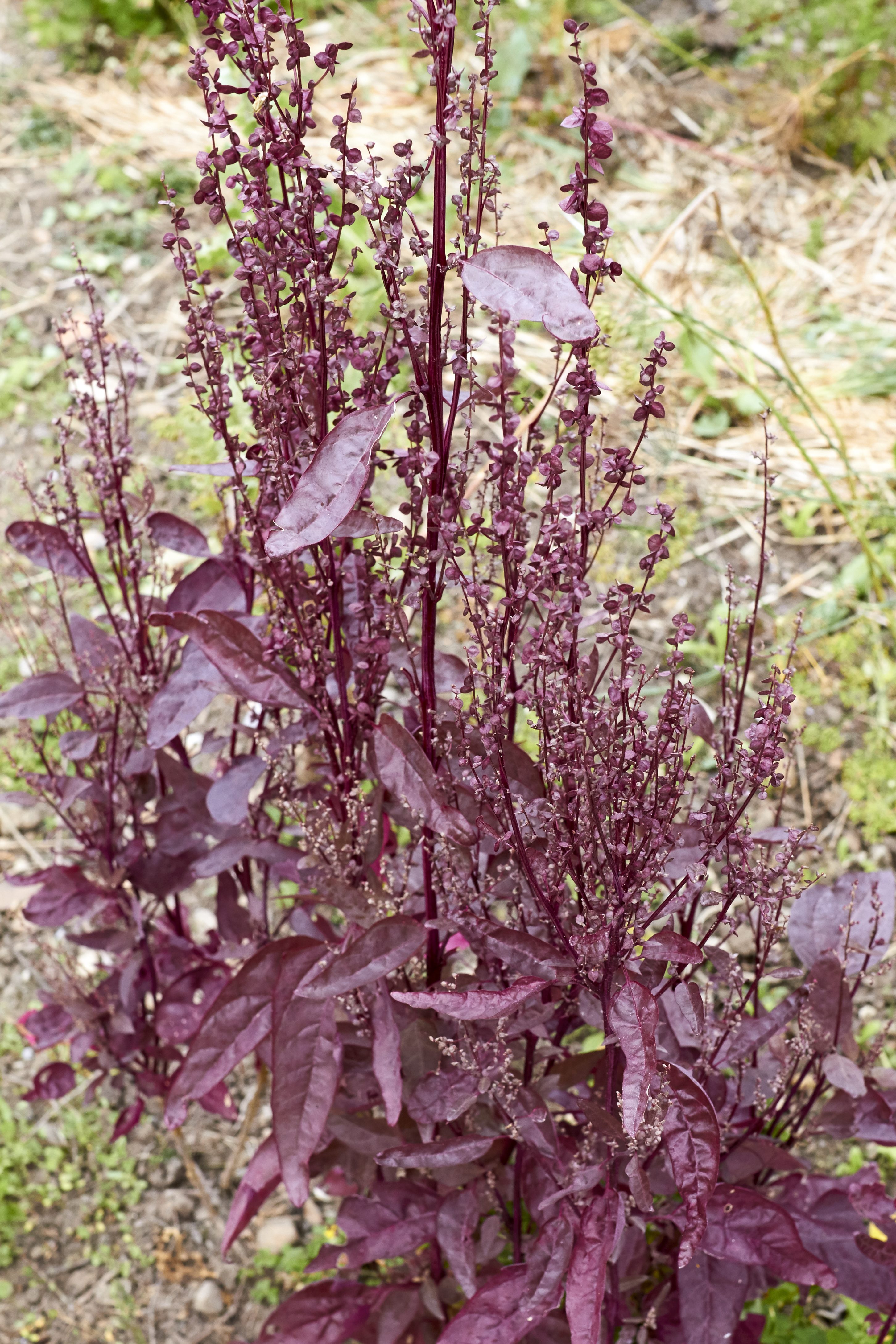
Atriplex hortensis var. rubra

Садовая лебеда имеет солёный вкус, похожий на шпинат. Листья варят или используют в салатах. Лебеда садовая была широко распространена в Средиземноморье с давних времён, пока шпинат не стал более распространён в качестве культивируемого растения. Листья бывают красные, белые и зелёные. Обычно лебеду выращивают вместо шпината как его теплолюбивую альтернативу, когда хотят использовать её большую устойчивость к жаре.
Зелёные листья использовались для придания цвета пасте в Италии. Лебедой иногда нейтрализуют кислый вкус щавеля.
Ещё в XIX веке во многих губерниях России крестьяне в неурожайные годы садовую лебеду постоянно употребляли в пищу. Существовала поговорка: «Не то беда, что во ржи лебеда, а то беды, когда ни ржи, ни лебеды». Причём использовали лебеду в любом виде. Перемолотые молодые листья, побеги и семена добавляли в ржаную муку при выпечке хлеба, листья и побеги ели как салат, добавляли в суп.
До XIX века лебеда специально разводилась, ею засевали большие участки наряду со злаками. Растение не сильно подвержено засухе. Добавление в хлеб повышало его питательные свойства, хлеб лучше пропекался и дольше хранился. Каша из лебеды называлась «лебедянь», её ели с молоком и яйцом.
Урожай зелени 1,5-2кг\м², норма высева семян ~1гр\м².

## Ботаническая классификация

### Синонимы
По данным The Plant List на 2013 год, в синонимику вида входят:
- Atriplex acuminata M.Bieb.
- Atriplex atrosanguinea Voss
- Atriplex benghalensis Lam.
- Atriplex heterantha Wight
- Atriplex microtheca Moq.
- Atriplex purpurea Voss
- Atriplex ruberrima Moq.
- Atriplex rubra (L.) Crantz
- Atriplex spectabilis Ehrh. ex Moq.
- Atriplex virgata Roth
- Chenopodium benghalense Spielm. ex Steud.